# Рой Орбисън
Рой Орбисън (на английски: Roy Orbison) е влиятелен американски музикант, певец, автор на текстове и китарист, един от пионерите на рокендрола.
Името му се свързва със страстен глас, сложни музикални структури и тъжни емоционални балади. Музикалните критици му дават прякора „Карузо на рокендрола“ и „Голямото О“. Притежава уникален глас, баритон до тенор и е способен да пее в рамките на 4 октави. Стилът му на пеене и качеството на гласа му са описани от много известни музиканти като Елвис Пресли, Мик Джагър и други. Робин Гиб от Би Джийс казва: „Той направи емоцията модерна. Преди него никой мъж не би помислил да пее за емоции“. Бари Гиб допълва че за него „това е гласът на всевишния“. Едни от най-популярните му песни са Oh, Pretty Woman („Хубава жена“), Only The Lonely („Само самотният“) и You Got It („Имаш го“). Негова запазена марка е на концерт да бъде с черни очила и да пее статично.

## Биография
Роден е във Върнън, Тексас и е средния син на автомонтьор и медицинска сестра. Всички деца от семейството им имат проблем с очите. Рой става сериозен пушач от ученик.
От края на 60-те до края на 70-те години след приличен успех в предното десетилетие, животът му е помрачен от лични трагедии, което става причина популярността му да намалее значително. Поради дългите му отсъствия по турнета, съпругата му започва да изневерява, впоследствие се развеждат, но 10 месеца по-късно пак се събират. Щастието не продължава много дълго поради нелепата ѝ смърт пред очите му при автомобилна катастрофа. През септември 1968 г. получава новината, че къщата му в Хендерсънвил, Тенеси е изгоряла до основи и двамата му по-големи синове са починали. Имотът впоследствие е продаден на Джони Кеш, който почиства терена и засява овощни дръвчета.
През март 1969 г. Рой Орбисън се жени за тогава все още ученичка от германски произход Барбара Якобс, с която има двама синове.
След този период нещата се подобряват като негови песни се използват в по-нови филми и кариерата му бележи значителен възход. През 1987 г. влиза в Залата на славата на рокендрола, а през 1988 г. създава група заедно с Джордж Харисън, Боб Дилън, Том Пети и Джеф Лин /ЕЛО/ г. През 1989 вече посмъртно, му е отредено място в Залата на славата на текстописците. Списание Ролинг Стоунс го поставя на 37-о място в класацията за „Най-велики изпълнители на всички времена“.